# Københavns Godsbanegård
Københavns Godsbanegård var en af de største og mest trafikerede godsbanegårde i Danmark. I dag er mange af sporene fjernet, og i stedet er der ved at blive anlagt veje og bygninger.
I daglig tale, omtaltes området oftest som "Gården" eller med stationsforkortelsen "Gb", og det var en del af jernbaneterrænet på Vesterbro.
Den første hovedbygning til godsbanegården var tegnet af DSBs overarkitekt Heinrich Wenck og opført 1895-1901. Wenck modtog Eckersberg Medaillen for dette værk. Omkring 1968 blev denne banegård imidlertid revet ned, og en ny godsterminal blev opført ved Kalvebod Brygge af Ole Hagen.
| Jernbane | Spire Denne jernbaneartikel er en spire som bør udbygges. Du er velkommen til at hjælpe Wikipedia ved at udvide den. |

55°39′40.42″N 12°33′7.46″Ø / 55.6612278°N 12.5520722°Ø